# Haematobosca ryszardi
Haematobosca ryszardi är en tvåvingeart som först beskrevs av Agnieszka Draber-Mońko 1966.
Haematobosca ryszardi ingår i släktet Haematobosca och familjen husflugor. Inga underarter finns listade i Catalogue of Life.